# 人と自然が織りなす日本の風景百選
人と自然が織りなす日本の風景百選（ひととしぜんがおりなすにほんのふうけいひゃくせん）は、愛・地球博のテーマ“自然の叡智”への体感・考察していくことを目的とし、愛・地球博パートナーシップ事業の民間企業環境部門の第1号として、名鉄グループ・「人と自然が織りなす日本の風景百選 実行委員会」が主催して選考された。2002年から、一般公募が行われ、第1回、第2回合わせて1,071か所の推薦があった。また、写真募集も行われ、第1回・第2回候補地の合わせて211か所を対象として行われた。最終選定地（百選）と選定写真の発表が2005年に行われた。

## 一覧

### 北海道地区
- 道東根釧台地の防風林　北海道中標津町
- 小樽運河と町並み　北海道小樽市
- 十勝平野の畑作農村　北海道帯広市ほか
- 道東根釧台地の酪農地帯　北海道別海町
- 十勝岳山麓に広がる田園風景　北海道富良野市・美瑛町
- 北海道函館の夜景　北海道函館市

### 東北地区
- 岩木山麓のりんご園　青森県弘前市
- 弘前城の桜の風景　青森県弘前市
- 奥州平泉の中尊寺　岩手県平泉町
- 南部の曲がり屋　岩手県遠野市
- 陸奥松島湾の風景　宮城県
- 仙台の真夏の町並み　宮城県仙台市
- 秋田・八幡平の湯治場・後生掛温泉　秋田県
- 秋田・角館の城下町－桜の季節　秋田県仙北市
- 「奥の細道」の山寺・立石寺　山形県山形市
- 山岳信仰の出羽三山　山形県
- 蔵のまち・喜多方　福島県喜多方市

### 関東地区
- 霞ヶ浦の帆引き舟　茨城県
- 利根十六島・水郷の潮来　茨城県潮来市
- 日光街道の杉並木　栃木県日光市
- 北上州嬬恋村のキャベツ畑　群馬県嬬恋村
- 群馬県・赤城山麓の養蚕ムラ　群馬県
- 武蔵野三富新田の屋敷森　埼玉県三芳町・所沢市
- 誕生寺と鯛の浦　千葉県鴨川市小湊
- 皇居・皇居前広場　東京都千代田区
- 八丈島・玉石の築石　東京都
- 浅草寺の門前・浅草界隈　東京都台東区
- 武士が開いた古都・鎌倉　神奈川県鎌倉市

### 中部地区
- 越後上布・小千谷縮の雪晒し　新潟県南魚沼市六日町
- はさ掛けの稲穂輝く越後平野　新潟県
- 雁木のある町並み　新潟県上越市
- 砺波平野の散居村　富山県砺波市
- 氷見市の越中式定置網　富山県氷見市
- 金沢の兼六園・雪つり風景　石川県金沢市
- 能登半島仁江海岸の塩田　石川県珠洲市
- 輪島市白米の千枚田　石川県輪島市
- 越前大野の城下町－朝市と用水　福井県大野市
- 忍野村から見た富士山　山梨県忍野村
- 日本の三大美林・木曽檜林　長野県上松町ほか
- 姨捨山と更科の名月　長野県
- 上高地と穂高岳穂高連峰　長野県松本市
- 「日本のチロル」遠山郷の急傾斜畑　長野県飯田市
- 木曽開田高原の蕎麦畑　長野県木曽町
- 安曇野・穂高町のわさび田　長野県安曇野市
- 白川郷・越中五箇山の合掌造り民家　岐阜県白川村・富山県南砺市
- 岐阜・長良川の鵜飼　岐阜県岐阜市
- 濃尾平野の輪中集落　岐阜県海津市ほか
- 飛騨古川の町並み　岐阜県飛騨市
- 牧ノ原台地の茶園　静岡県
- 富士川河口のサクラエビ干し　静岡県
- 久能山の石垣苺栽培　静岡県静岡市
- 文化遺産「明治村」の風景　愛知県犬山市
- 平和公園の墓地群　愛知県名古屋市
- 電照菊栽培の温室　愛知県田原市
- 奥三河・足助の町並み　愛知県豊田市

### 関西地区
- 伊勢神宮と宮域林　三重県伊勢市
- 志摩半島の英虞湾の真珠養殖　三重県志摩市
- 紀南・丸山千枚田　三重県熊野市
- 近江八幡の水郷地帯　滋賀県近江八幡市
- 京都を護る霊峰・比叡山　滋賀県・京都府京都市
- 丹後伊根町の舟屋のある風景　京都府伊根町
- 京都北山杉の美林　京都府
- 京都洛西の竹林　京都府京都市
- 京都の祇園祭風景　京都府京都市
- 京都と大阪を結ぶ水の道・淀川　京都府・大阪府
- 世界最大級の墳墓・仁徳天皇陵　大阪府堺市
- 白鷺城と言われる姫路城　兵庫県姫路市
- 斑鳩の里・法隆寺のある風景　奈良県斑鳩町
- 薬師寺のある奈良西の京　奈良県奈良市
- 山と明日香村の風景　奈良県明日香村
- 奈良若草山の山焼き　奈良県奈良市
- 熊野本宮大社と熊野古道　和歌山県・奈良県・三重県
- 弘法大師空海が開山した高野山　和歌山県高野町

### 中国地区
- 鳥取砂丘・白兎海岸から岩戸海岸　鳥取県鳥取市ほか
- 築地松のある出雲平野散居村　島根県
- 神々の国の出雲大社　島根県出雲市
- 蔵のある町・倉敷美観地区　岡山県倉敷市
- 原爆ドームと平和記念公園　広島県広島市
- 安芸の宮島・厳島神社　広島県廿日市市
- 備後鞆の浦の港町　広島県福山市
- 日本三大奇橋・岩国の錦帯橋　山口県岩国市
- 周防秋吉台の野焼き　山口県美祢市

### 四国地区
- 祖谷地方の「平家谷」のムラ　徳島県三好市
- 讃岐平野の溜池灌漑（満濃池）と条里制遺構水田　香川県
- 小豆島の醤油製造　香川県
- 南宇和・西海町外泊－石積みの集落と耕地　愛媛県愛南町
- 四万十川の清流　高知県

### 九州・沖縄地区
- 福岡県央・朝倉町の三連水車　福岡県朝倉市
- 筑紫平野の水郷　福岡県柳川市
- 筑紫平野を走るクリーク網　福岡県
- 伊万里と有田・陶磁器の里　佐賀県伊万里市・有田町
- 青潮が洗う国境の島・対馬　長崎県対馬市
- 島原の城下町－武家屋敷の水路  長崎県島原市
- 阿蘇山麓・矢部町の通潤橋　熊本県山都町
- 阿蘇山艸千里の草山　熊本県
- 中九州五家荘・五木の山村　熊本県
- 別府・明礬温泉の湯の花小屋　大分県別府市
- 青の洞門がある耶馬渓　大分県
- 神々のふるさと・高千穂峡　宮崎県
- 薩摩半島の「麓集落」　鹿児島県南九州市
- 開聞岳と菜の花畑　鹿児島県
- 八重山諸島・竹富島　沖縄県竹富町
- 沖縄・琉球王朝の首里城　沖縄県那覇市